# NGC 813
NGC 813 ist eine Linsenförmige Galaxie vom Hubble-Typ SB0/a im Sternbild Kleine Wasserschlange am Südsternhimmel. Sie ist schätzungsweise 355 Millionen Lichtjahre von der Milchstraße entfernt und hat einen Durchmesser von etwa 140.000 Lj.

Im selben Himmelsareal befindet sich u. a. die Galaxie NGC 802.
Das Objekt wurde am 24. November 1834 von dem britischen Astronomen John Herschel entdeckt.